# جونسون صنداي
جونسون صنداي (بالإنجليزية: Johnson Sunday)‏ هو لاعب كرة قدم نيجيري في مركز الوسط، ولد في 10 يناير 1981. شارك مع منتخب نيجيريا تحت 23 سنة لكرة القدم ومنتخب نيجيريا لكرة القدم. أما مع النوادي، فقد لعب مع كوارا يونايتد.

## وصلات خارجية
- جونسون صنداي على موقع الاتحاد الدولي (مؤرشف)  (الإنجليزية)
- جونسون صنداي على موقع ناشيونال فوتبول تيمز (الإنجليزية)
- جونسون صنداي على موقع Soccerway.com (الإنجليزية)
- جونسون صنداي على موقع عالم كرة القدم.نت (الإنجليزية)
- جونسون صنداي على موقع اللجنة الأولمبية الدولية (الإنجليزية)
- جونسون صنداي على موقع أوليمبيديا (الإنجليزية)